# Yellow Emanuelle
Yellow Emanuelle (Originaltitel: Il mondo dei sensi di Emy Wong) ist ein italienisches Erotik-Filmdrama von Bitto Albertini aus dem Jahr 1977.
Der Film ist unter zahlreichen Alternativtiteln bekannt (Emanuelle – Die Sucht der Sinne, Emanuelle gialla, Emmanuelle in the Orient, Lady of the Rising Sun, The Kingdom of Eroticism) und nicht mit dem Film Hong Kong Emanuelle von Fan Dan aus demselben Jahr zu verwechseln.

## Handlung
Der Passagiermaschinen-Pilot George, der in Ausübung seines Berufs zwischen Hongkong und London hin und her pendelt, besucht nach seiner Ankunft in Hongkong zusammen mit Berufskollegen das dortige Nachtleben. Als er alleine auf dem Rückweg zum Hotel unterwegs ist, wird er von einer Gruppe Schlägern überfallen, die ihn übel zurichten. In einem Krankenhaus eingeliefert, verliebt er sich in die dortige Ärztin Dr. Emy Wong, die jedoch nach einem uralten Brauch ihrer Kultur mit einem Mann verheiratet werden soll, den sie noch nie zuvor getroffen hat.
Die beiden beginnen trotzdem eine innige Beziehung miteinander, die sie mit einer Hochzeit krönen wollen. Eines Tages allerdings wird George auf Anweisung seines Chefs aus unerfindlichen Gründen vom Fliegen befreit und soll in London einen Schreibtischjob übernehmen. In Hongkong betreibt Georges eifersüchtige Kollegin Helen Miller derweil ein falsches Spiel, hält die Briefpost von George an Emy zurück und erzählt der Ahnungslosen stattdessen, dass George eine andere Frau kennengelernt habe, die er heiraten wolle. Die am Boden zerstörte Emy rutscht daraufhin seelisch ab und landet im Prostitutionsgewerbe. Nach einiger Zeit schließlich treffen sich Emy und der privat nach Hongkong geflogene George zufällig wieder und gehen gemeinsam in einem Restaurant essen, in dem es zu einer Prügelei zwischen George und einem Freier von Emy kommt. Wieder im Krankenhaus erfährt Emy dann nebenbei, dass der Pilot an einer unheilbaren Krankheit leidet, von der ihm seine Kollegen nichts sagen wollten und die ihn schon bald das Leben kosten wird.
Emy heiratet George, dem noch nicht klar ist, was mit ihm geschieht, und steht ihm liebevoll beim Sterben zur Seite, um sich anschließend selbst zu erdolchen.

## Veröffentlichung
Yellow Emanuelle entstand 1976 und erlebte seine italienische Premiere am 7. Januar 1977. In der Bundesrepublik Deutschland wurde der Film erstmals am 2. September 1977 aufgeführt.

## Kritik
Für das Lexikon des internationalen Films war Yellow Emanuelle „Gelackte Schnulze […] mit vergleichsweise dezenten Sexszenen.“